# Poufne lekcje perskiego
Poufne lekcje perskiego (niem. Persischstunden) – niemiecko-rosyjsko-białoruski dramat wojenny z 2020 roku w reżyserii Vadima Perelmana. Scenariusz zainspirowany został opowiadaniem Erfindung einer Sprache autorstwa niemieckiego pisarza Wolfganga Kohlhaase.
Zdjęcia kręcono na Białorusi. Film miał swoją premierę 22 lutego 2020 roku w ramach pokazów pozakonkursowych na 70. MFF w Berlinie. Na ekrany polskich kin wszedł 29 października 2021 roku.
Film był oficjalnym białoruskim kandydatem do Oscara dla najlepszego filmu nieanglojęzycznego, ale ostatecznie został przez Amerykańską Akademię Filmową zdyskwalifikowany z powodu, iż jest produkcją z udziałem kilku krajów, a głównym językiem w filmie jest język niemiecki, który nie jest językiem urzędowym kraju zgłaszającego.

## Fabuła
Żyd Gilles, uwięziony w obozie koncentracyjnym podczas II wojny światowej, udaje, że jest narodowości perskiej. W jego kłamstwo wierzy oficer Klaus Koch, który chce, by więzień uczył go języka farsi, ponieważ po zakończeniu wojny zamierza wyjechać do Teheranu, gdzie mieszka jego brat, i otworzyć tam restaurację.

## Obsada
- Nahuel Pérez Biscayart jako  Gilles
- Lars Eidinger jako Klaus Koch[6]
- Jonas Nay(inne języki) jak Max
- David Schütter(inne języki) jako Paul
- Alexander Beyer jako dowódca obozu

## Nagrody i nominacje
- 2020: MFF w Valladolid – udział w konkursie głównym o nagrodę Złotego Kłosa
- 2020: Transatlantyk Festival – nagroda publiczności dla najlepszego filmu festiwalu